# Nokia 106
Nokia 106是Nokia生產的直立式功能型手機，2013年8月21日初始發布。

## 規格
| 類型     | 功能型手機                                                              |
| 手機規格 | 直立式                                                                  |
| 尺寸     | 高度：112.9（4.44英寸）；寬度：47.5（1.87英寸）；厚度：14.9（0.59英寸） |
| 重量     | 74.2克（2.62盎司）                                                      |
| 操作系统 | Series 30                                                               |
| 電池     | 800 mAh                                                                 |
| 顯示器   | 1.8英寸（46）                                                           |

## 复刻版本
2018年10月15日，HMD Global发布了新的Nokia 106复刻版本。该版本的规格参数与原版略有不同，分列如下：
| 類型     | 功能型手機                                                          |
| 手機規格 | 直立式                                                              |
| 尺寸     | 長：111.15（4.376英寸）；寬：49.5（1.95英寸）；高：14.4（0.57英寸） |
| 重量     | 70.2克（2.48盎司）                                                  |
| 作業系統 |                                                                     |
| 電池     | 800 mAh                                                             |
| 顯示器   | 1.8英寸（46）                                                       |